# Rio Jaracatiá
Der Rio Jaracatiá ist ein etwa 108 km langer linker Nebenfluss des Rio Iguaçu im Süden des brasilianischen Bundesstaats Paraná.

## Etymologie und Geschichte

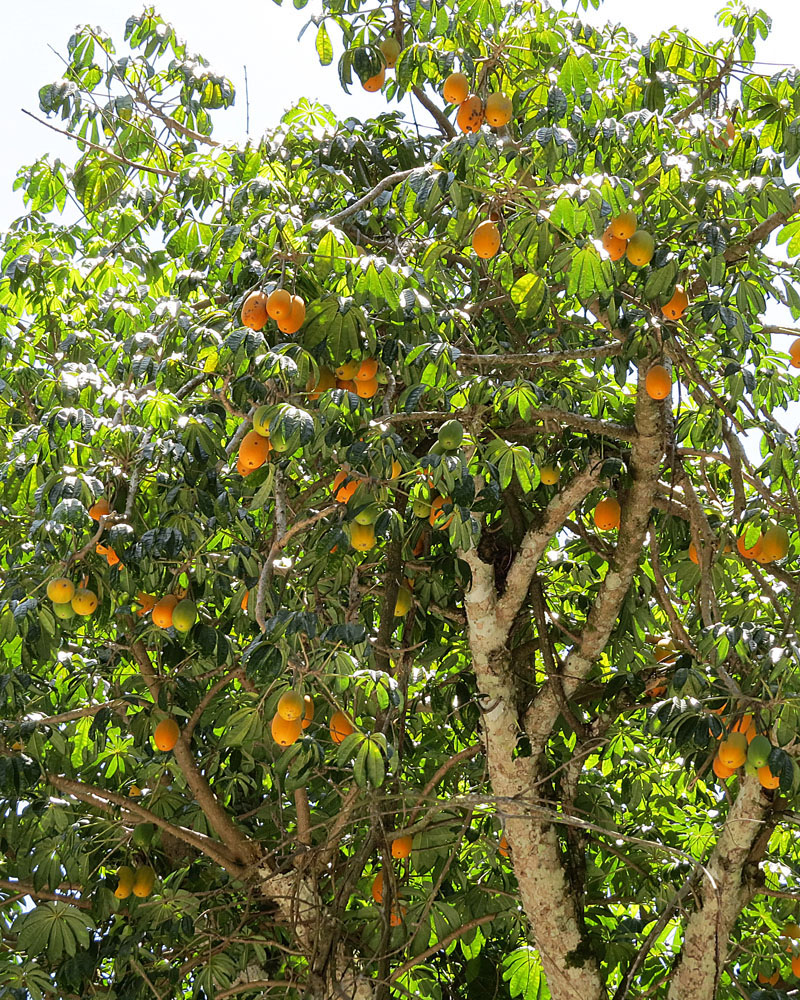
Früchte-tragender Jacaratiá-Baum

Der Name Jaracatiá kommt aus dem Tupi-Guarani. Er bezeichnet einen in Brasilien verbreiteten Baum, der Papaya-ähnliche Früchte trägt.

## Geografie

### Lage
Das Einzugsgebiet des Rio Jaracatiá befindet sich auf dem Terceiro Planalto Paranaense (Dritte oder Guarapuava-Hochebene von Paraná).

### Verlauf
Sein Quellgebiet liegt im Munizip Enéas Marques auf 718 m Meereshöhe etwa 4 km südöstlich der Ortschaft Enéas Marques in der Nähe der PR-471.
Der Fluss verläuft überwiegend in nördlicher Richtung. Er fließt auf der Grenze zwischen den Munizipien Nova Prata do Iguaçu und Boa Esperança do Iguaçu von links in den Rio Iguaçu, der hier zum Stausee Salto Caxias aufgestaut ist. Er mündet auf 326 m Höhe. Er ist etwa 108 km lang.

### Munizipien im Einzugsgebiet
Am Rio Jaracatiá liegen die sechs Munizipien Enéas Marques und
rechts: Dois Vizinhos,  Boa Esperança do Iguaçu 
links: Nova Esperança do Sudoeste, Salto do Lontra, Nova Prata do Iguaçu 